# Марк (графство)
Графство Марк (нем. Grafschaft Mark) — входило в состав Священной Римской империи и находилось в Рурской области. Оно существовало примерно с 1198 года как графство. Резиденцией графов был город Хамм.

## История

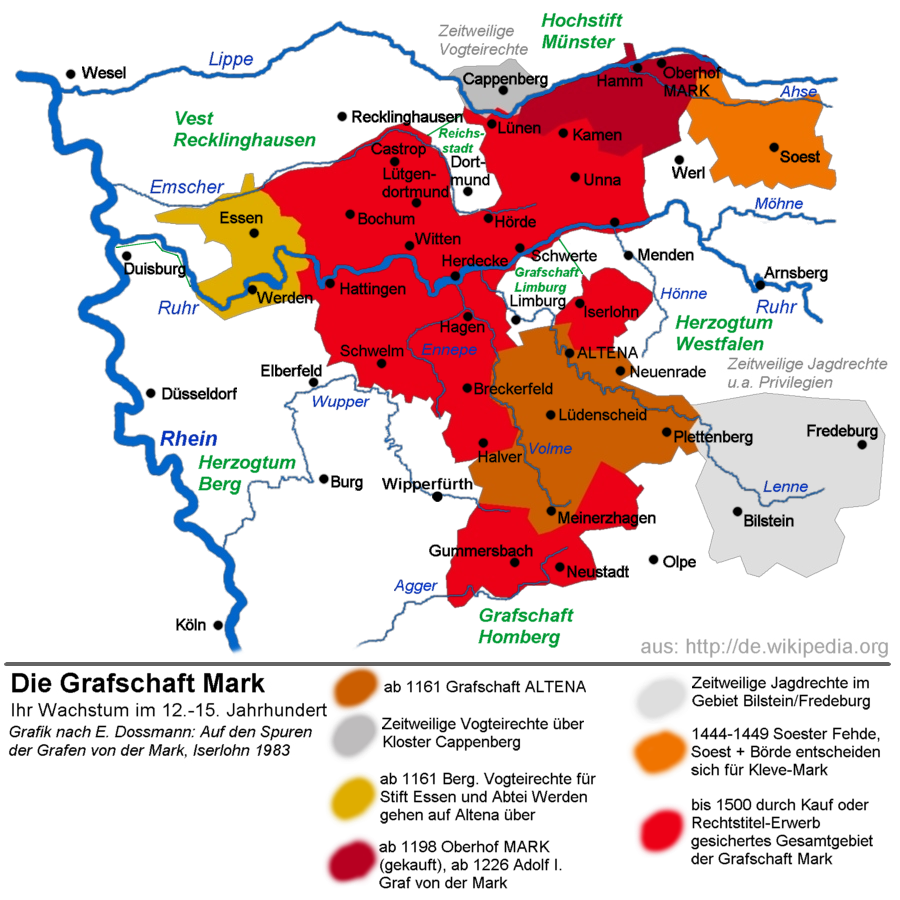
Расширение графства Марк в 12-15 вв.

Территория графства впервые упомянутая под названием Берг-Альтена в 1160 году, принадлежала графам Берга. Около 1190 года граф Фридрих I приобрёл альменду Марк Оберхоф, находившуюся во владениях кёльнского архиепископа Филипа фон Хайсберга. Здесь граф основал замок Марк, ставший резиденцией для следующих властителей графства. Соседний город Хамм основал сын Фредерика Адольф I в 1226 году, и вскоре этот населённый пункт приобрёл ключевое значение и часто использовался в качестве резиденции.
В битве при Воррингене граф Марка Эберхард II держал сторону Жана I Брабантского и графа Берга Адольфа V. Их объединённым войскам удалось победить коалицию Кёльнского архиепископства и герцогств Люксембург, Гельдерн и Нассау. По итогам войны Марк стал независимым от Кёльна, и приобрел влияние в Южной Вестфалии.
В 1332 году граф Адольф II женился на Маргарите, дочери герцога Клеве Дитриха VIII. Их младший сын Адольф III после смерти брата Дитриха Иоганна, получил власть над Клеве в 1368 году. В 1391 году он унаследовал Марк от своего старшего брата Энгельберта III, и в 1394 году объединил земли, назвав их «Клеве-Марк».
В 1509 году правитель Клеве-Марка Иоганн III женился на Марии, дочери герцога Юлих-Берг Вильгельма IV. Таким образом в 1521 году образовалась династия герцогов Юлих-Клеве-Берг, правившая до 1609 году, когда умер последний герцог — Иоганн-Вильгельм. По итогам долгого конфликта Марка, Клеве и Равенсберг (графство) достались бранденбургскому курфюрсту и прусскому герцогу Иоанну III. После 1701 года они вошли в состав королевства Пруссия.
В 1807 году по итогам Тильзитского мира, графство перешло от Пруссии к Франции. В 1808 году Наполеон присоединил графство Марк к Великому герцогству Берг. Это государство было разделено на 4 департамента, входивших в состав Франции. Марк находился в департаменте Рур вплоть до 1813 года, когда графство было возвращено Пруссии.